# سولوتپه
سولوتپه (به لاتین: Sulutəpə) یک منطقه مسکونی در جمهوری آذربایجان است که در منطقه بینه‌قدی از توابع شهر باکو واقع شده‌است. سولوتپه ۲۶۳۷ نفر جمعیت دارد.